# Partido de Pila
Partido de Pila är en kommun i Argentina.   Den ligger i provinsen Buenos Aires, i den östra delen av landet, 180 km söder om huvudstaden Buenos Aires. Antalet invånare är 3 318.
Trakten runt Partido de Pila består i huvudsak av gräsmarker. Trakten runt Partido de Pila är nära nog obefolkad, med mindre än två invånare per kvadratkilometer.